# Sphecosoma metamela
Sphecosoma metamela là một loài bướm đêm thuộc phân họ Arctiinae, họ Erebidae.